# Bokö (naturreservat)
Bokö är ett naturreservat i Östergötlands skärgård i Valdemarsviks kommun i Östergötlands län.
Naturreservatet omfattar delar av Bokön samt öarna Brånnholmen, Långholmen och ett femtontal mindre öar. Här finns bland annat odlingslandskap, ekhagsmarker och en rik flora. Under vattenytan finns många olika typer av biotoper, från de yttersta kraftigt vågpåverkade klipporna, via tångskogar till de lugna fladerna med mjuk botten.
Bokö naturreservat förvaltas av Länsstyrelsen Östergötland.

## Geologi
Bokö och området däromkring är geologiskt intressant som ett exempel på en berggrund som omformats många gånger under lång tid. Berget har vänts på sida, tryckts ihop, veckats, spruckit, genomträngts av magma och så vidare. Dessutom har den vittrat, hyvlats av inlandsis och till sist slipats av havet. Boköreservatets berggrund är inte unik, men det faktum att hällarna nära havet är rena från växtlighet, sand och annat gör den fascinerande geologin ovanligt lättillgänglig. 

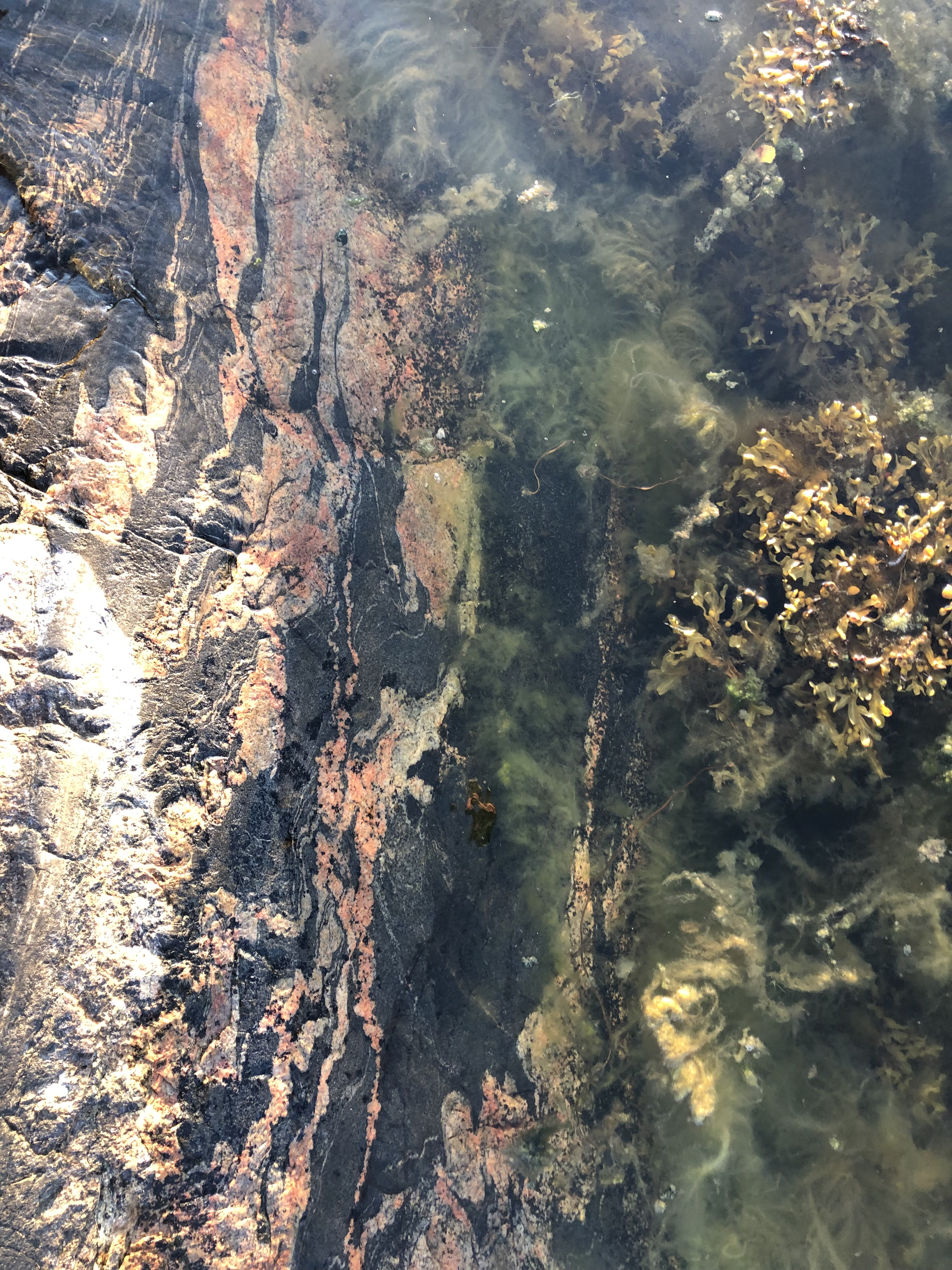
Exempel på en snirklig blandning av olika bergarter. I vattenbrynet är dessa strukturer oftast som tydligast. Brånnholmens norra sida.

Området domineras av en blandning av mörka amfiboliter och ljusare graniter. På vissa ställen, till exempel på Kyrkogårdsskär, är de mörka och ljusa ränderna särskilt tydliga. Eftersom de olika bergarterna är olika i hårdhet och slitstyrka, så vittrar de olika fort, vilket syns tydligt nära stränderna. Man kan ofta se att de mörka banden i graniten har gröpts ur. Ibland är det bara små stråk som försvunnit. I andra fall framstår det som att en häll eller ett skär har kluvits när ett större lager av en mjukare bergart har försvunnit.
Tydliga exempel finns t.ex. på Svartbådan.
Området är kraftigt påverkat av den senaste inlandsisen. De mjukt rundade stötsidorna, och mer tvärt avhuggna läsidorna visar att isen på slutet rörde sig i sydostlig riktning. I det släpljus som uppstår när solen står lågt syns även isräfflor som visar på samma riktning.

## Kommunikationer och logi
Bokö kan endast nås med båt. Ön trafikeras av Östgötatrafikens linje 775. På den sydvästra delen av ön, vid Västantill, finns informationsbod för besökande. Bryggan vid Västantill är en av de som anlöps av linje 775. Öns vandringsleder utgår härifrån.
Vid Västantill finns även en gästbrygga med fullt segelbåtsdjup. Plats för ca tre båtar långsides, betydligt fler med häckankare. Waypoint: 58°05.867N, 16°49.533E
Inom reservatet är det tillåtet att förtöja över en natt. Är det fullt på gästbryggan, så finns det bra hällar att förtöja vid några hundra meter norr om Västantill. I övriga reservatet finns många bra naturhamnar med gott skydd för alla vindriktningar.
Det är förbjudet att landa med luftfarkost inom reservatet.
På Bokö finns en mindre stugby,  Boköstugorna, där man kan hyra stugor och konferenslokaler. Stugbyn ligger nära reservatet och har även tex kajaker för uthyrning.